# Myriotrema neofrondosum
Myriotrema neofrondosum är en lavart som beskrevs av Sipman 1992. Myriotrema neofrondosum ingår i släktet Myriotrema och familjen Thelotremataceae.   Inga underarter finns listade i Catalogue of Life.